# Donald Ross

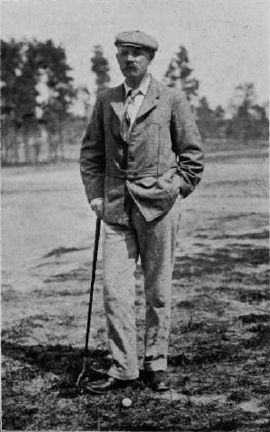
Donald Ross

Donald James Ross (1872 – 1948) was een van de belangrijkste golfbaanontwerpers in de historie van deze sport. Ross werd geboren in Dornoch in Schotland, maar leefde het grootste gedeelte van zijn leven in de Verenigde Staten van Amerika. Ross leerde het baanontwerpen bij Old Tom Morris in St Andrews. Naast het ontwerpen van banen was hij een golfprofessional, die golflessen gaf en greenkeeper was.

## Ontwerper van golfbanen

### Pinehurst
In 1899 emigreerde hij samen met zijn broer Alec Ross naar de Verenigde Staten. Eerst werd hij een jaarlang pro op de Oakley Golf Club bij Boston, daarna ging hij wonen bij Pinehurst in North Carolina, waar hij werd aangesteld als ontwerper van de tweede golfbaan. De club was opgericht door James Tufts en eerste golfbaan bestond al sinds 1895. Daar werd in 1901 het eerste North and South Amateur gespeeld. Pinehurst 3 werd in 1910 geopend. 
In 1935 maakte hij de greens, die nog van zand met olie waren, van bermudagras. De baan was op tijd klaar voor het US Open. In 1940 was Ross een van de eerste die Ben Hogan feliciteerde met het winnen van het North and South Open op Pinehurst. Het Pinehurst Resort werd in 1971 door de familie Tufts verkocht aan de Diamond Corporation, die door moderniseringen eerder kwaad dan goed deed aan het complex. De miljardair Robert Dedman verwierf Pinehurst in 1984 en liet het in volle glorie herstellen.

### Andere banen
De meest bekende golfbaanontwerpen van Donald Ross zijn Pinehurst 2, Seminole, Inverness, Oak Hill and Oakland Hills. In Canada legde hij 12 banen aan in de periode 1917-1937 en ook op Cuba werden twee banen door hem ontworpen. In totaal was hij betrokken bij het ontwerp of opnieuw uitleggen van ruim 400 golfbanen.
Donald Ross had diverse kantoren door het land verspreid. Daar werden de ontwerpen gemaakt. Veel banen heeft hij nooit persoonlijk gezien, omdat de afstanden te groot waren en het reizen te veel tijd in beslag nam. Hij stond aan het begin van de ontwikkeling van de golfsport in Amerika, toen hij er aankwam waren er nog maar zeven banen.
Een jaar voor zijn overlijden richtte hij, samen met 13 collega-baanontwerpers, de American Society of Golf Course Architects op en werd hun eerste voorzitter.
Ross werd in 1977 opgenomen in de World Golf Hall of Fame.